# El árbol de la vida
El árbol de la vida (Raintree County) es una película estadounidense de 1957 producida por David Lewis y dirigida por Edward Dmytryk, con la actuación de Montgomery Clift, Elizabeth Taylor y Eva Marie Saint. El guion está basado en la novela de Ross Lockridge Jr del mismo título ("Raintree County") de 1948. 
Fue un intento de la Metro-Goldwyn-Mayer por repetir el éxito de Lo que el viento se llevó. Bastante maltratada por la crítica, El árbol de la vida tuvo las siguientes candidaturas al premio Oscar:
- Mejor actriz principal (Elizabeth Taylor recibió su primera candidatura por su papel de Susanna Drake).
- Mejor dirección artística.
- Mejor música.
- Mejor diseño de vestuario.

## Argumento
La acción comienza en 1862, en Raintree County (Indiana), donde John Wickliff Shawnessy (Montgomery Clift) acaba de graduarse en la escuela superior. Su sueño es descubrir el legendario árbol de la vida, del que se dice que "abre todas las cerraduras y cierra todas las heridas". Su novia, desde que ambos eran niños, es Neil Gaither (Eva Marie Saint), pero ambos jóvenes no llegan a contraer matrimonio, dado que en el camino de John se cruza una hermosa sureña, Susanna Drake (Elizabeth Taylor), quien se las arregla para llevar a John ante el altar simulando un embarazo. Susanna padece un deterioro mental que la conducirá finalmente a la locura. Dicho deteriorio la lleva a repudiar el abolicionismo y temer al cruce de razas. John tiene, sin embargo, unas ideas muy distintas. Susanna y John tienen un hijo y, al estallar la Guerra de Secesión, aquella huye al sur con el niño, alistándose su marido en el ejército para poder encontrar a ambos.

## Curiosidades
Se dice que durante el rodaje de la película, el actor Montgomery Clift sufrió el famoso accidente que le desfiguró la cara cuando volvía de casa de Elizabeth Taylor, su gran amiga desde que habían trabajado juntos en Un lugar en el sol. Ella fue la primera persona en llegar al lugar del accidente y cuentan que le practicó los primeros auxilios, evitando que muriese asfixiado. Luego Taylor impidió que los periodistas hicieran fotografías de Clift durante la estancia en el hospital, mientras su rostro no fuese operado y tratado.
Dicen también que Montgomery apostaba con sus amigos si eran capaces de adivinar las escenas que fueron rodadas antes y después del accidente.

## Premios

### Oscar
| Año  | Categoría                            | Nominado/a/os/as                                | Resultado  |
| 1957 | Óscar al mejor actor                 | Montgomery Clift                                | Candidato  |
| 1957 | Óscar a la mejor actriz              | Elizabeth Taylor                                | Candidata  |
| 1957 | Óscar a la mejor dirección artística | William A.Horning Urie McCleary E.Willis H.Hunt | Candidatos |
| 1957 | Óscar a la mejor música original     | Johnny Green                                    | Candidato  |
| 1957 | Óscar al mejor diseño de vestuario   | Walter Plunkett                                 | Candidato  |

### Premios Globo de Oro
| Año  | Categoría                                | Nominado/a/os/as | Resultado |
| 1957 | Mejor actor - Drama Óscar al mejor actor | Montgomery Clift | Candidato |
| 1957 | Mejor actriz - Drama                     | Elizabeth Taylor | Candidata |
| 1957 | Globo de Oro al mejor actor de reparto   | Nigel Patrick    | Candidato |

## Enlacesexternos
- Wikimedia Commons alberga una categoría multimedia sobre El árbol de la vida.

- El árbol de la vida en Internet Movie Database (en inglés).

- Presentación de la película y coloquio sobre ella en el programa de La 2 (TVE) ¡Qué grande es el cine!, dirigido por José Luis Garci.
  - Presentación: 1; 2 (falta el final).
  - Coloquio: 1; 2; 3 (falta el final).

- La película, en inglés, en el Internet Archive.

- Datos: Q582281
- Multimedia: Raintree County (film) / Q582281